# 张海侠
张海侠（1995年2月10日—），中国女子手球运动员。她代表中国参加了2013年世界女子手球锦标赛、2015年世界女子手球锦标赛和2017年世界女子手球锦标赛，分别获得第18名、第17名和第22名。